# Coupe de Tunisie de football 1978-1979
Navigation
Coupe de Tunisie 1976-1977 Coupe de Tunisie 1979-1980
La coupe de Tunisie de football 1978-1979 est la 23e édition de la coupe de Tunisie depuis 1956, et la 48e en tenant compte des éditions jouées avant l'indépendance. Elle est organisée par la Fédération tunisienne de football (FTF), après l'annulation de l'édition précédente en raison de la participation de l'équipe de Tunisie de football à la coupe du monde 1978.
La finale inédite oppose l'Espérance sportive de Tunis (EST), dirigée par Mokhtar Tlili qui va se forger une réputation de spécialiste de la coupe, au Sfax railway sport (SRS), club qui l'a révélé au public sportif. Les deux clubs n'arrivent pas à se départager et il faut une seconde édition pour que l'EST remporte le trophée.

## Résultats

### Troisième tour éliminatoire
Les matchs sont joués le 24 décembre 1978.
- Sporting Club de Ben Arous - Avenir sportif de Kasserine : 1 - 0
- Grombalia Sports - Espoir sportif de Hammam Sousse : 3 - 0
- Association sportive de Djerba - Jendouba Sports : 3 - 0
- Stade gabésien - Jeunesse sportive de Ouedhref : 3 - 0
- Association Mégrine Sport - Croissant sportif de Redeyef : 2 - 0
- STIA Sousse - Tataouine Sport : 2 - 1
- Étoile sportive de Radès - Olympique de Béja : 1 - 0
- Stade soussien - Patriote de Sousse : 2 - 2 (Stade soussien qualifié aux tirs au but)
- El Makarem de Mahdia - Club olympique de Sidi Bouzid : 4 - 2
- Dahmani Athlétique Club - Jeunesse sportive métouienne : 2 - 1
- Stade africain de Menzel Bourguiba - Club sportif de Makthar : 4 - 1
- Union sportive tunisienne - Union sportive ksibienne (Ksibet el-Médiouni) : 1 - 0
- La Palme sportive de Tozeur - Étoile sportive de Béni Khalled : 4 - 1
- Club sportif des cheminots - Union sportive de Bousalem : 2 - 1
- Club sportif de Korba - El Gawafel sportives de Gafsa-Ksar : 3 - 0
- Croissant sportif de M'saken - Union sportive monastirienne : 0 - 2
- Enfida Sports - Hilal sportif sfaxien : 4 - 2

### Seizièmes de finale
Trente équipes participent à ce tour, les 17 qualifiés du tour précédent et treize clubs de la division nationale. Les matchs sont joués le 28 janvier 1979.
| Équipe 1                       | Équipe 2                           | Score 90'         | Score 120' | Tirs au but               |
| ------------------------------ | ---------------------------------- | ----------------- | ---------- | ------------------------- |
| Avenir sportif de La Marsa     | -                                  | Qualifié d’office |            |                           |
| Club athlétique bizertin       | Club africain                      | 2 - 0             |            |                           |
| Espérance sportive de Tunis    | Stade africain de Menzel Bourguiba | 1 - 0             |            |                           |
| Sfax railway sport             | Étoile sportive de Radès           | 3 - 2             |            |                           |
| Jeunesse sportive kairouanaise | Étoile sportive du Sahel           | 1 - 0             |            |                           |
| Association Mégrine Sport      | El Makarem de Mahdia               | 4 - 2             |            |                           |
| Club sportif de Korba          | Club sportif sfaxien               | 0 - 0             | 0 - 0      | Qualification du CS Korba |
| Union sportive tunisienne      | Enfida Sports                      | 2 - 1             |            |                           |
| Stade tunisien                 | Club olympique des transports      | 1 - 1             | 2 - 1      |                           |
| Stade sportif sfaxien          | Dahmani Athlétique Club            | 4 - 0             |            |                           |
| Sporting Club de Ben Arous     | Association sportive de Djerba     | 3 - 0             |            |                           |
| Océano Club de Kerkennah       | Olympique du Kef                   | 2 - 0             |            |                           |
| Union sportive monastirienne   | STIA Sousse                        | 1 - 0             |            |                           |
| Grombalia Sports               | Club sportif de Hammam Lif         | 0 - 0             | 1 - 0      |                           |
| Club sportif des cheminots     | Stade gabésien                     | 3 - 2             |            |                           |
| La Palme sportive de Tozeur    | Stade soussien                     | 4 - 2             |            |                           |

### Huitièmes de finale
| Date         | Équipe 1                    | Équipe 2                       | Score 90' | Score 120' | Tirs au but |
| ------------ | --------------------------- | ------------------------------ | --------- | ---------- | ----------- |
| 11 mars 1979 | Club sportif de Korba       | Jeunesse sportive kairouanaise | 1 - 1     | 1 - 2      |             |
| 11 mars 1979 | Association Mégrine Sport   | Union sportive tunisienne      | 2 - 0     |            |             |
| 11 mars 1979 | Stade tunisien              | Grombalia Sports               | 1 - 1     | 1 - 1      |             |
| 15 mars 1979 | Grombalia Sports            | Stade tunisien                 | 0 - 0     | 0 - 0      | 1 - 3       |
| 11 mars 1979 | Sfax railway sport          | Sporting Club de Ben Arous     | 7 - 0     |            |             |
| 11 mars 1979 | Avenir sportif de La Marsa  | Union sportive monastirienne   | 1 - 0     |            |             |
| 11 mars 1979 | Club athlétique bizertin    | Océano Club de Kerkennah       | 2 - 0     |            |             |
| 11 mars 1979 | Espérance sportive de Tunis | Stade sportif sfaxien          | 5 - 0     |            |             |
| 11 mars 1979 | La Palme sportive de Tozeur | Club sportif des cheminots     | 0 - 0     | 0 - 0      |             |
| 15 mars 1979 | Club sportif des cheminots  | La Palme sportive de Tozeur    | 2 - 1     |            |             |

### Quarts de finale
| Date          | Équipe 1                   | Équipe 2                       | Score 90' | Score 120' | Tirs au but |
| ------------- | -------------------------- | ------------------------------ | --------- | ---------- | ----------- |
| 22 avril 1979 | Club sportif des cheminots | Sfax railway sport             | 1 - 2     |            |             |
| 22 avril 1979 | Avenir sportif de La Marsa | Jeunesse sportive kairouanaise | 4 - 1     |            |             |
| 22 avril 1979 | Stade tunisien             | Club athlétique bizertin       | 1 - 2     |            |             |
| 22 avril 1979 | Association Mégrine Sport  | Espérance sportive de Tunis    | 0 - 4     |            |             |

### Demi-finales
| Date        | Équipe 1                   | Équipe 2                    | Score 90' |
| ----------- | -------------------------- | --------------------------- | --------- |
| 13 mai 1979 | Sfax railway sport         | Club athlétique bizertin    | 1 - 0     |
| 13 mai 1979 | Avenir sportif de La Marsa | Espérance sportive de Tunis | 1 - 2     |

### Finale
| Date         | Équipe 1                    | Équipe 2           | Score 90' | Score 120' |
| ------------ | --------------------------- | ------------------ | --------- | ---------- |
| 17 juin 1979 | Espérance sportive de Tunis | Sfax railway sport | 0 - 0     | 0 - 0      |
| 24 juin 1979 | Espérance sportive de Tunis | Sfax railway sport | 3 - 2     |            |

Les buts de la finale sont marqués par Abdelmajid Ben Mrad (14e min sur penalty), Hassen Feddou (44e min) et Abdelmajid Gobantini (75e min), pour l'EST et par Ridha El Louze (44e min) et Hafedh Soudani (90 + 2e min). L'arbitre Aissaoui Boudabbous dirige les deux rencontres, secondé par Hamadi Barka et Larbi Oueslati pour la première et par Néji Jouini et Habib Mimouni pour la seconde.
Les formations alignées sont :
- Espérance sportive de Tunis (entraîneur : Mokhtar Tlili) : Naceur Chouchane - Houcine Soula, Lassâad Dhiab, Abdelhamid Kenzari, Khaled Ben Yahia, Mohamed Ben Mahmoud, Lotfi Laâroussi, Adel Latrech (puis Néjib Daôussi), Hassen Feddou, Abdelmajid Gobantini (puis Abdelmajid Jelassi), Abdelmajid Ben Mrad ; les rentrants sont les mêmes pour la deuxième édition, avec un seul remplacement en cours de match : Daôussi à la place de Feddou
- Sfax railway sport (entraîneur : Habib Masmoudi) : Ahmed Zayani - Mabrouk Hasnaoui, Mokhtar Talbi, Said Bouraoui, Ridha El Louze, Ezzedine Lejmi, Mustapha Sassi (puis Habib Soudani), Youssef Jerbi, Hafedh Soudani, Mehdi Mechri (puis Abderrazak Chayeh), Habib Bousarsar ; Nouri Hafsi, Jomâa Khecharem, Habib Soudani et Lotfi Chaâbane sont rentrants pour la deuxième édition, à la place de Talbi, Sassi, Mechri et Bousarsar alors que Mabrouk Samet remplace Jerbi en cours de match

## Meilleurs buteurs
Habib Bousarsar (SRS) est le meilleur buteur de l'édition avec six buts, alors que ses coéquipiers Hafedh Soudani et Abdelmajid Gobantini (EST) sont auteurs de quatre buts chacun. 